# EMS PreCab

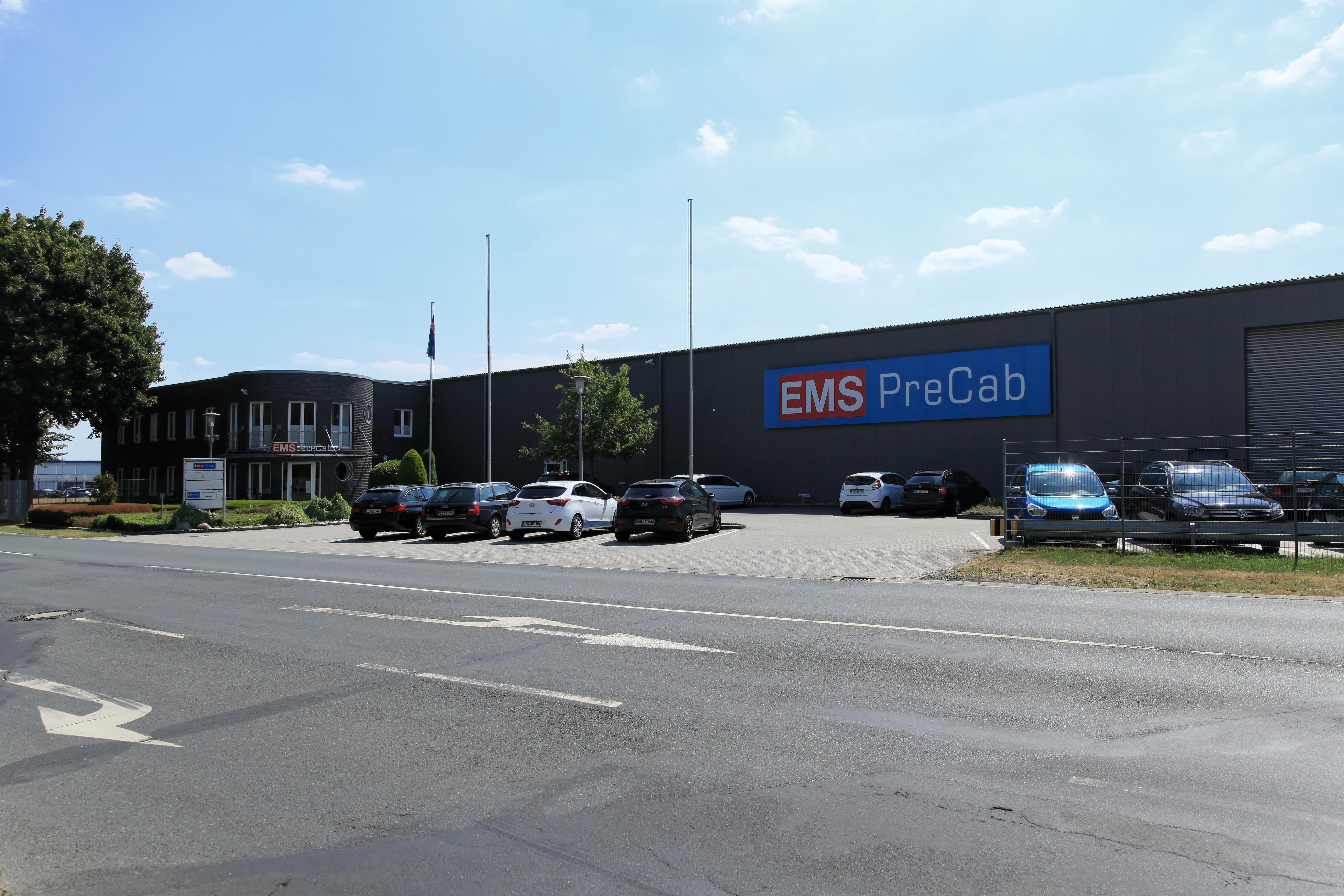
EMS PreCab an der Straße Deverhafen in Papenburg

Die EMS PreCab GmbH mit Sitz im niedersächsischen Papenburg ist ein deutscher Schiffsbau-Zulieferer.

## Geschichte
Das Unternehmen wurde 2007 von der Papenburger Meyer Werft bzw. deren Gesellschafterkreis gegründet, um dort die Fertigung der Kabineneinrichtungen für die auf der Werft entstehenden Kreuzfahrtschiffe zu bündeln.

## Produkte
Das Unternehmen fertigt im Fließbandverfahren die verschiedensten Kabinentypen sowie die dazugehörigen Nasszellen für Kreuzfahrtschiffe. Hierbei kann alle 20 Minuten eine Kabine fertiggestellt werden.